# ASTRO-E
O ASTRO-E foi um observatório espacial japonês de raios X. Foi lançado ao espaço no dia 10 de fevereiro de 2000, às 01:30:00 UTC, por meio de um foguete M-V a partir do Centro Espacial de Uchinoura (antes conhecido como Centro Espacial de Kagoshima). O mesmo foi um esforço conjunto da NASA e da agência espacial japonesa (ISAS). O Astro E foi perdido devido a uma falha do foguete durante o processo de lançamento e o seu substituto, o ASTRO-E2, foi lançado em julho de 2005.

## Características
O Astro E seria dedicado a observação do espectro de raios X do universo distante, o Astro-E era para abrir uma nova janela de conhecimento sobre o funcionamento dos buracos negros, estrelas de nêutrons galáxias ativas, e outros objetos muito energéticos.
O Astro E contou com quatro instrumentos, entre eles espectrômetro XRS da NASA herdados da missão cancelada AXAF-S.

## Instrumentos
Leva a bordo quatro experimentos:
- XIS (X-ray Imaging Spectrometer, espectrômetro de imagens em raios X)
- XRS (X-ray Spectrometer, espectrômetro de raios X)
- HXD (Hard X-ray Detector, detector de raios X duros)
- XRT (X-Ray Telescope, telescópio de raios X)